# Gválijar
Gválijar (hindsky ग्वालियर, anglicky Gwalior) je město v indickém státě Madhjapradéš. Leží 122 kilometrů na jih od Ágry a 423 kilometrů na sever od Bhópálu, hlavního města státu. Žije zde přes milion obyvatel. V minulosti bylo město důležitým střediskem poloautonomního území Maráthské říše. Městu a jeho pevnosti vládlo několik historických severoindických dynastií. V 10. století to byla dynastie Kachchhapaghatas. Ve 13. století, kdy území získala Mughalská říše, vládla zde dynastie Tomaras. Od roku 1754 zde vládla Maráthská říše a po ní převzala území v 18. století dynastie Šindů. (Scindia). Studie znečištění měst v roce 2016 zjistila, že město má nejvyšší úroveň znečištění ovzduší v Indii a druhé nejvyšší na světě.

## Historie
Gválijar byl hlavní město státu Madhya Bharat, který se později stal součástí většího státu Madhjapradéš. Před vyhlášením indické nezávislosti 15. srpna 1947 byl Madhjapradéš knížecím státem kontrolovaným Brity s označením Britská Indie či Britský Rádž (anglicky British Raj), s hinduisticku dynastií Maráthů jako místními vládci. Město obklopují ze všech stran vysoké skalnaté kopce, na severu tvoří hranici řeky Ganga a Jamuna. Gválijar leží v údolí mezi dvěma kopci, 343 km jižně od Dillí, hlavního města Indie, 120 kilometrů od Agry a 414 kilometrů od Bhopálu. Metropolitní region Gválijaru zahrnuje centrum města Gválijar, kanton Morar,Lashkar Gwalior (Lashkar Subcity), Maharaj Bada, Phool Bagh, Thatipur.
Stát Gválijar byl jedním z hlavních míst Velkého indického povstání z roku 1857–58 proti britské nadvládě, hlavně proti Britské Východoindické společnosti, která představovala suverénní moc a vládla jménem britské koruny. Hlavní silou lidového povstání byli Bengálci v anglických službách na severu Indie. Po tuhém boji bylo povstání roku 1858 potlačeno.
Po nezávislosti se Gválijar stal důležitou turistickým centrem ve střední Indii. Je také centrem průmyslu a řada správních úřadů se sem přestěhovala. Koncem 20. století se z Gválijaru stala milionová aglomerace a nyní je metropolitním městem střední Indie. Město je obklopeno průmyslovými a obchodními zónami sousedních čtvrtí (Malanpur – Bhind, Banmore – Morena). Zpráva Světové zdravotnické organizace z roku 2016 zjistila, že Gválijar je druhým nejvíce znečištěným městem na světě a nejvíce znečištěným městem v Indii.
Gválijar byl vybrán jako jedno ze sta indických měst, která se budou rozvíjet inteligentní město a stane se vlajkovou lodí mise Smart Cities indického premiéra Narendry Modího.

## Založení města
Podle místní tradice vděčí za své založení svatému muži Gwailpovi. Princ Suraj Sen prý zabloudil v lese. Potkal svatého muže Gwalipu. Požádal ho o trochu vody. Gwalpa ho dovedl k řece, jejíž voda nejenže uhasila Senovu žízeň, ale vyléčila ho z malomocenství. Z vděčnosti si princ přál nabídnout mudrci něco na oplátku a ten ho požádal, aby na kopci postavil zeď, která bude chránit jeho i ostatní svaté muže před divokými zvířaty. Suraj Sen později postavil uvnitř pevnosti palác, který byl podle mudrce pojmenován „Gválijar“, a stejné jméno dostalo i město, které kolem pevnosti vyrostlo. Řeka, ze které Suraj Sen uhasil žízeň, je známá jako Swarnrekha Nadi. Podle této legendy byl Gválijar založen v roce 8. n. l., kdy Suraj Sen byl vyléčen z malomocenství z nápoje, který mu dal svatý muž jménem Gwalipa. Suraj následně založil město a pevnost a pojmenoval je po Gwalipovi.

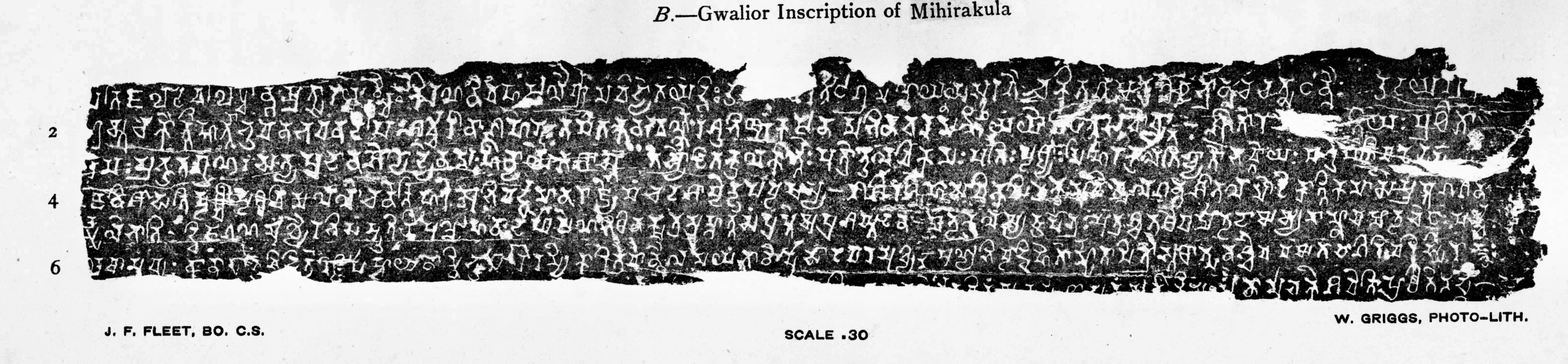
Nápis hunského krále Mihirakula, který vládl v Gválijaru kolem let 520 n. l.

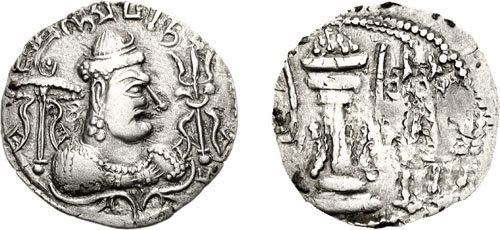
Mince s vyobrazením hunského krále Mihirakula, vládl v Gválijaru kolem roku 520 n. l.

Kolem 9. století ovládala Gválijar dynastie Gurjara-Pratihara a během jejich vlády byl postaven chrám “Teli ka Mandir„. V roce 1021 byl Gválijar napaden silami vedenými Mahmudem z Ghazny , ale jeho útok byl odražen.
V roce 1231 muslimský vládce Iltutmish po boji trvajícím 11 měsíců dobyl Gválijar a od té doby až do 13. století zde vládli muslimové. V roce 1375 byl Raja Veer Singh ustanoven vládcem Gválijaru a založil vládu rodu Tomarasů. Bylo to zlaté období Gválijaru. Sochy Jaina v pevnosti Gválijar byly postaveny za vlády dynastie Tomaras. Man Singh Tomaras postavil svůj vysněný palác, palác Man Mandir, který je nyní turistickou atrakcí ve pevnosti Gválijaru. Babur palác popsal jako „perlu v náhrdelníku pevností Indie“. Později ve 30. letech 17. století za britské vlády se region stal knížecím státem v čele s místními vládci s dynastie Šindů. Říká se, že v chrámu Chaturbhuj v pevnosti Fort Gválijar je záznam o vůbec prvním použitím nuly v matematice.

## Moderní historie
Dynastie Šindů se stala v Gválijaru hlavní regionální mocností ve druhé polovině 18. století a bojovala ve všech třech anglo-maratských válkách. Poprvé Britové dobyli město v roce 1780. Šindové ovládali i Rajput a Ajmer. Během indického povstání 1857 město v roce 1858 krátce ovládali povstalci, dokud nebyli Brity poraženi. Rodina Šindů vládla Gválijaru až do vyhlášení nezávislosti Indie v roce 1947, kdy se mahárádža Jivajirao Šinda stal členem indické vlády. Gválijar byl sloučen s řadou dalších států a vznikl tak stát Madhjapradéš. Jivajirao Šinada pracoval jako státní Rajpramukh (Rajpramukh byl správní titul v Indii, který existoval od indické nezávislosti v roce 1947 až do roku 1956. Rajpramukhs byli jmenovaní guvernéři některých indických provincií a států) od 28. května 1948 do 31. října 1956.

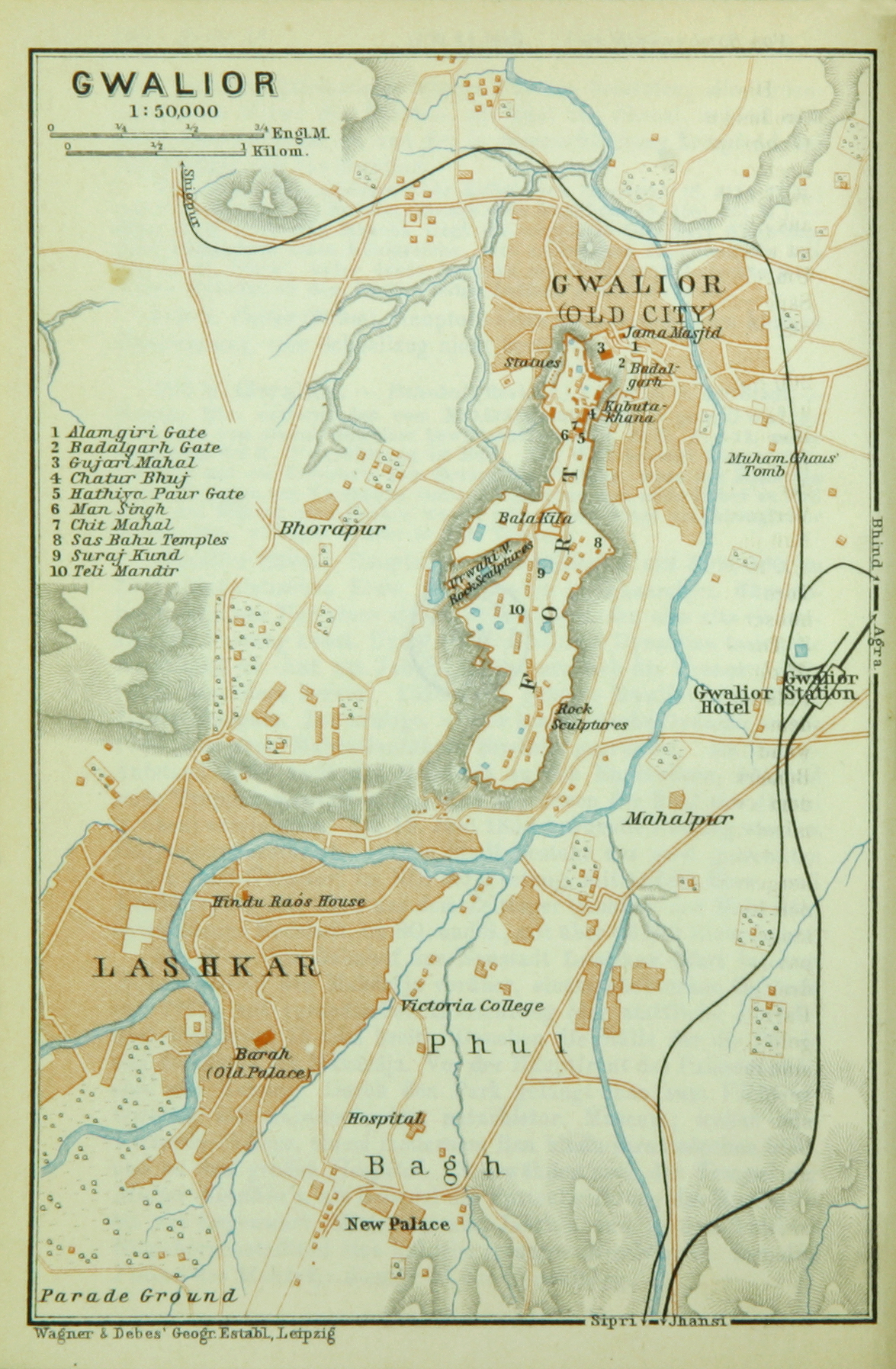
Mapa státu Gválijar, rok 1914
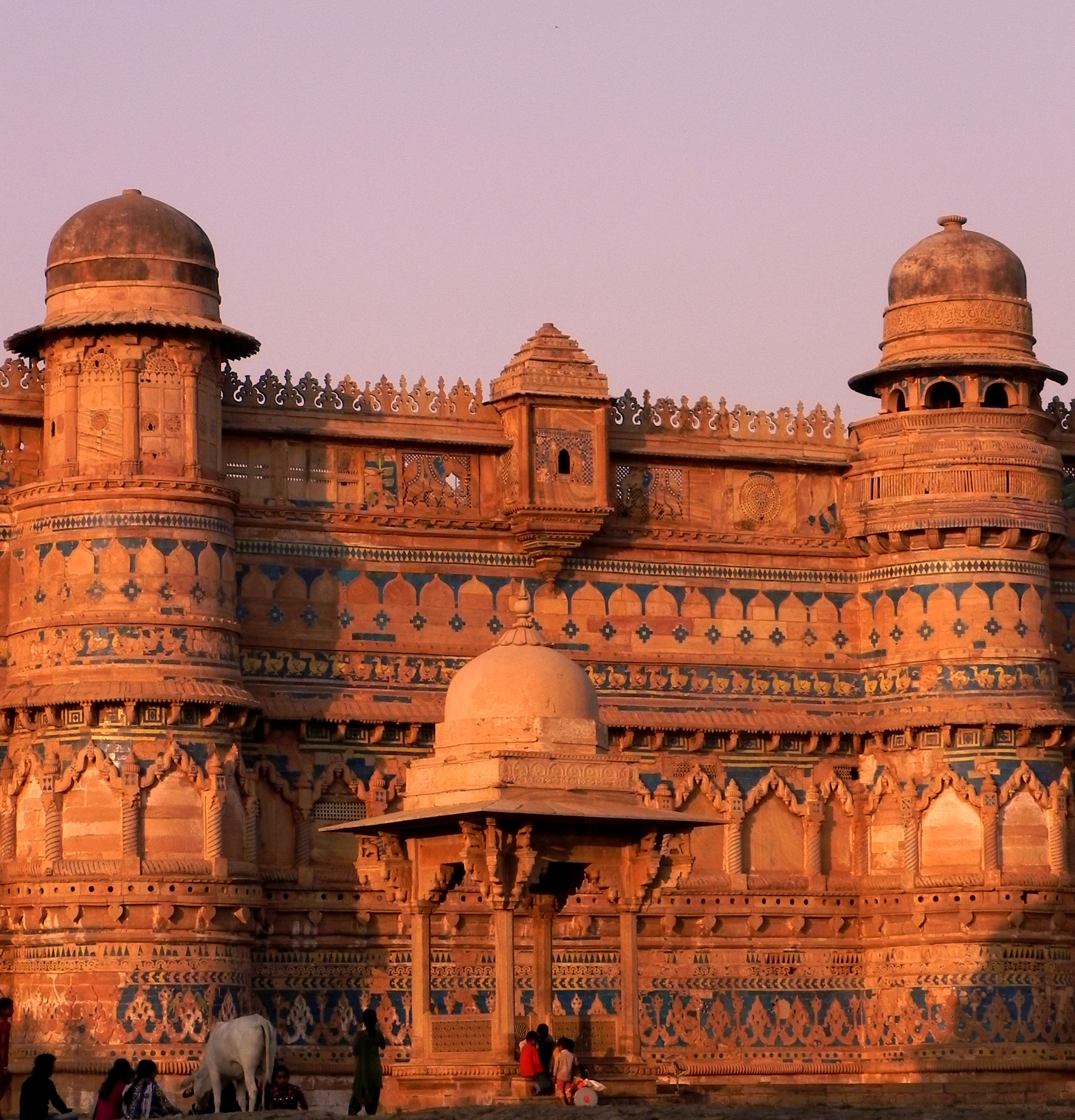
Maan Mandir Palace, pevnost Gválijar
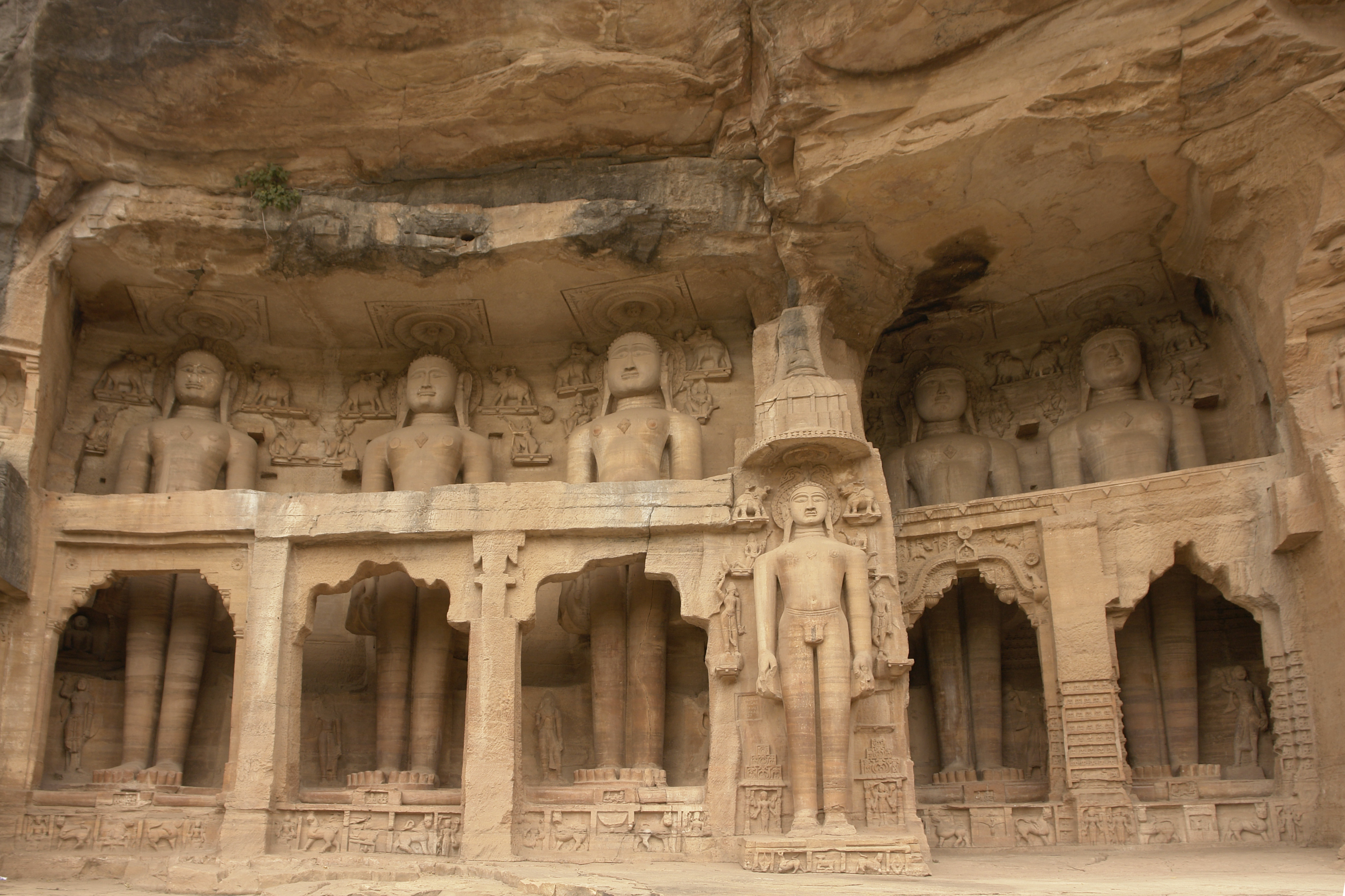
Jainovy sochy v jeskyních Siddhachal uvnitř pevnosti Gválijar